# Giorgione Calcio 1986-1987
Questa voce raccoglie le informazioni riguardanti  il Giorgione Calcio nelle competizioni ufficiali della stagione 1986-1987.

## Rosa
| N. |                   | Ruolo | Calciatore         |
| -- | ----------------- | ----- | ------------------ |
|    | Italia (bandiera) | C     | Alfredo Bernardini |
|    | Italia (bandiera) | C     | Diego Bonavina     |
|    | Italia (bandiera) | A     | Claudio Ciani      |
|    | Italia (bandiera) |       | Ferroni            |
|    | Italia (bandiera) | C     | Franco Finozzi     |
|    | Italia (bandiera) | D     | Massimiliano Gatti |
|    | Italia (bandiera) | P     | Piero Gennari      |
|    | Italia (bandiera) | C     | Roberto Manera     |
|    | Italia (bandiera) | A     | Stefano Marcon     |

| N. |                   | Ruolo | Calciatore        |
| -- | ----------------- | ----- | ----------------- |
|    | Italia (bandiera) | C     | Renato Meneghetti |
|    | Italia (bandiera) | A     | Angelo Montrone   |
|    | Italia (bandiera) | D     | Alberto Pisani    |
|    | Italia (bandiera) | A     | Alessandro Rauti  |
|    | Italia (bandiera) | D     | Dario Ronchin     |
|    | Italia (bandiera) | C     | Roberto Salvalajo |
|    | Italia (bandiera) | C     | Adriano Semenzano |
|    | Italia (bandiera) | C     | Roberto Venturato |
|    | Italia (bandiera) | D     | Domenico Venturin |